# Ponta do Pico Negro
Die Ponta do Pico Negro (dt.: Spitze des Schwarzen Gipfels) ist eine Landzunge und das südlichste Kap der Insel Príncipe im Inselstaat São Tomé und Príncipe. Das Gebiet gehört zum Parque Natural Obô do Príncipe.

## Geographie
Die Halbinsel erstreckt sich von Neves Ferreira aus nach Süden. Im Norden bildet sie eine Landenge zwischen der Praia Seca (O) und der Praia Candeia (W). Die Halbinsel wird dominiert vom Gipfel des Pico Negro (⊙, ca. 110 m).